# Мая (мати Будди)
Мая ([ˈmɑːjə]; Деванаґарі: माया, IAST: māyā), також відома як Māhāmāyā та Māyādevī, була царицею Шак'ї та рідною матір'ю Ґаутами Будди, мудреця, на вченнях якого був заснований буддизм. Вона була дружиною Шуддгодани, короля королівства Шак'я. Вона була сестрою Магападжапаті Ґотамі, першої буддійської черниці, висвяченої Буддою.
Згідно з буддистською традицією, Мая померла незабаром після народження Будди, як правило, через сім днів після цього, і знову ожила в індуїстсько-буддійському небі, за схемою, якої, як кажуть, слідували при народженнях усіх Будд. Таким чином Мая не виховувала свого сина, а його виховувала його тітка Магападжапаті Ґотамі по материнській лінії. Однак іноді Мая спускалася з небес, щоб дати пораду своєму синові.
Мая (माया) на санскриті означає «ілюзія». Маю також називають Магамая (महामाया, «Велика Мая») і Маядеві (मायादेवी, «Королева Мая»). Китайською мовою вона відома як Móyé-fūrén (摩耶夫人, «Пані Мая»), тибетською вона відома як Gyutrulma, а японською — як Maya-bunin (摩耶夫人). Крім того, сингальською вона відома як මහාමායා දේවී (Mahāmāyā Dēvi).

## Іконопис

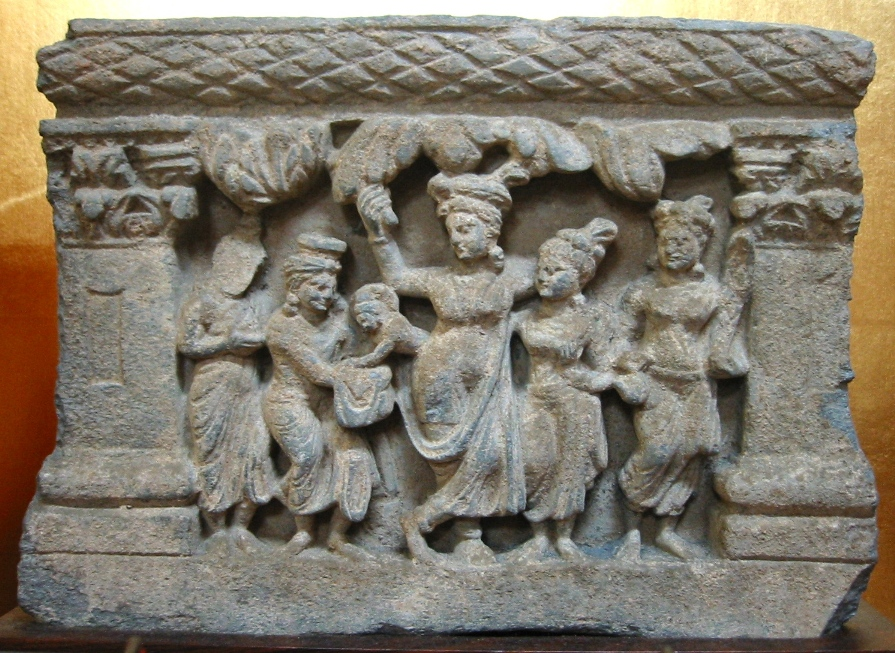
Народження Будди Сіддгартхи Ґаутами, Ґандгара, 2–3 століття нашої ери.

У буддійській літературі та мистецтві королева Мая зображується як прекрасна плодюча жінка в розквіті сил.
Її краса виблискує, як самородок щирого золота.

У неї ароматні кучері, як велика чорна бджола.

Очі, як пелюстки лотоса, зуби, як зірки на небі.

— Із Лалітавістара
Хоча іноді її зображують в інших сценах із її життя, як-от сон, що передвіщає її вагітність Гаутамою Буддою, або коли її чоловік король Шуддгодана шукає пророцтв про життя їхнього сина, невдовзі після його народження, вона найчастіше зображується під час народження Гаутами, подія, яка загальновизнано відбулася в Лумбіні в сучасному Тераї. Мая зазвичай зображується під час пологів стоячи під деревом і простягаючи руку над головою, щоб утриматися за гілку для підтримки. Вчений-буддист Міранда Шоу стверджує, що зображення королеви Маї у вертепі слідує моделі, установленій у попередніх буддистських зображеннях духів дерев, відомих як яксіні.

## Життя Маї

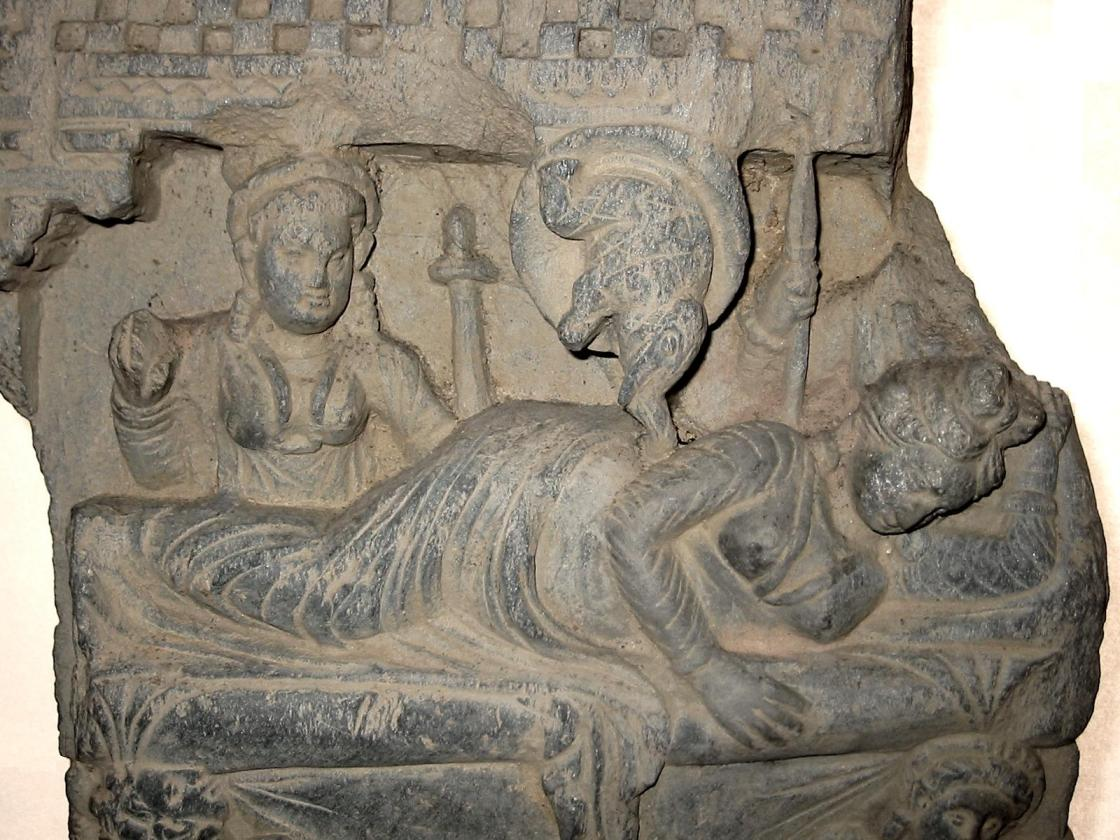
Сон королеви Маї про білого слона та зачаття Будди. Гандхара, 2-3 століття нашої ери.

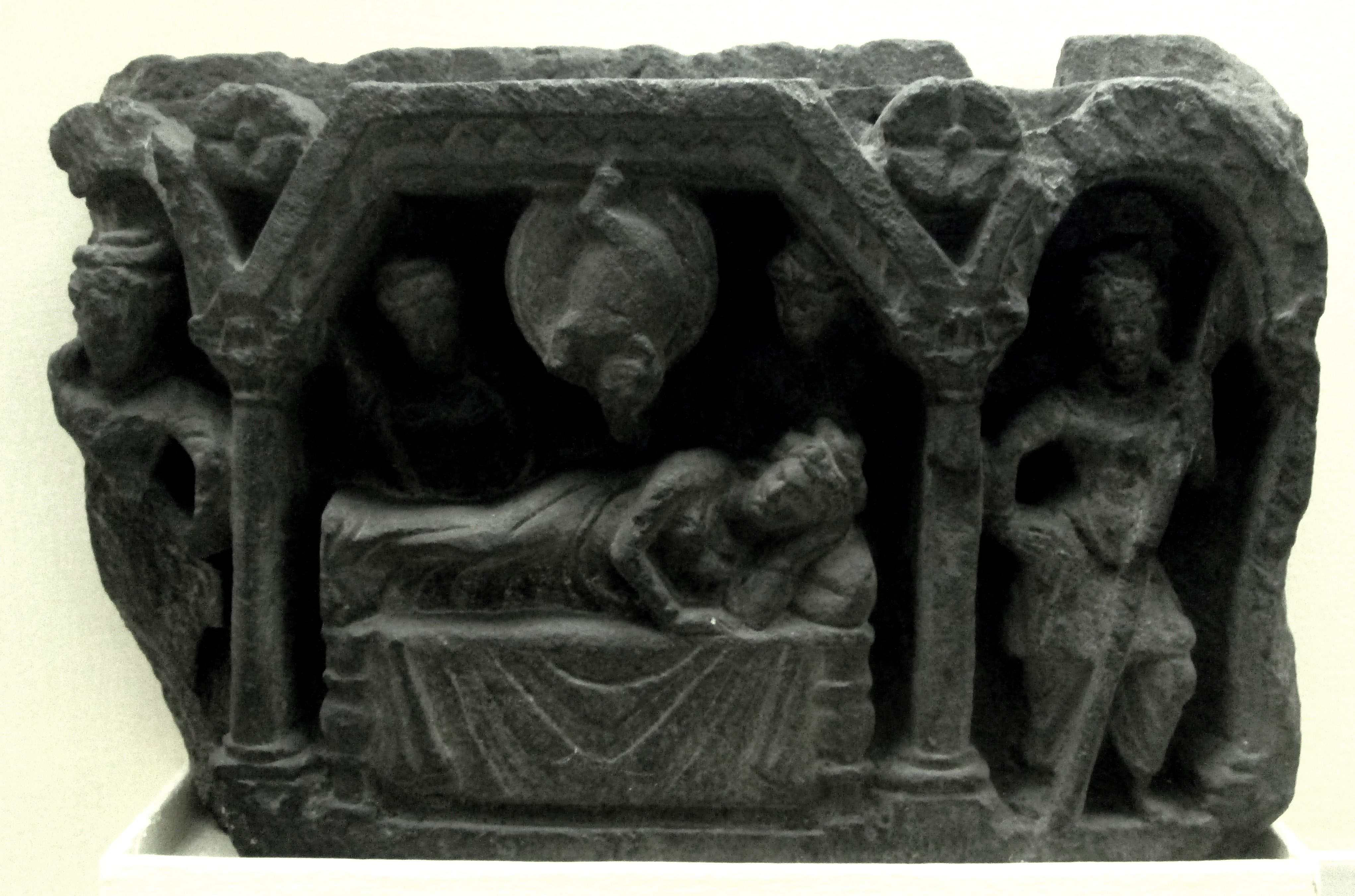
Сон Маядеві, Мардан.

Мая вийшла заміж за короля Шуддгодана (палі: Суддгодана), правителя клану Шак'я з Капілвасту. Вона була дочкою дядька короля Шуддгодгани, а отже, його двоюрідною сестрою; її батько був королем Девадага.
Мая та король Суддгодгана не мали дітей упродовж двадцяти років шлюбу. Згідно з легендою, однієї ночі повного місяця, коли вона спала в палаці свого чоловіка Шуддгодана, цариця побачила яскравий сон. Вона відчула, як її занесли чотири деви (духи) до озера Анотатта в Гімалаях. Викупавши її в озері, деви одягли її в небесні шати, змастили пахощами й прикрасили божественними квітами. Невдовзі з'явився білий слон, який тримав у хоботі квітку білого лотоса, тричі обійшов її, увійшовши в її лоно через правий бік. Нарешті слон зник, і королева прокинулася, знаючи, що вона отримала важливе повідомлення, оскільки слон є символом величі.
Відповідно до буддійської традиції, майбутній Будда перебував як бодгісаттва на небесах [[Тушіта|Tuṣita IAST]] і вирішив прийняти форму білого слона, щоб востаннє відродитися на Землі. Мая народила Сіддгарту бл. 563 рік до нашої ери Вагітність тривала десять місячних місяців. Дотримуючись звичаю, королева повернулася до свого будинку для пологів. Дорогою вона зійшла зі свого паланкіна, щоб прогулятися під саловим деревом (Shorea robusta), яке часто плутають із деревом Ашока (Saraca asoca), у чудовому квітковому саду парку Лумбіні, зона Лумбіні, Непал. Мая Деві була в захваті від парку і народила дитину стоячи, тримаючись за гілку сала. Легенда свідчить, що принц Сіддгартха вийшов з її правого боку. Був восьмий день квітня. Деякі звіти говорять, що вона вперше купала його в ставку Пускаріні в зоні Лумбіні. Але легенда свідчить, що боги викликали дощ, щоб умити новонароджену дитину. Пізніше його назвали Сіддгартха, «Той, хто досяг своїх цілей» або «Досягнута мета».
Учені загалом погоджуються, що більшість буддійської літератури стверджує, що Мая померла через сім днів після народження Будди, а потім відродилася на небесах Тушіта. Через сім років після просвітлення Будди вона спустилася, щоб відвідати рай Таватімса, де Будда пізніше проповідував їй Абгідгарму. Її сестра Праджапаті (палі: Паджапаті або Магападжапаті Ґотамі) стала прийомною матір'ю дитини.
Після того, як Сіддгартха досяг Просвітлення і став Буддою, він три місяці відвідував свою матір на небесах, щоб віддати їй шану та навчити Дхармі.

## Міжкультурні аналогії
Були проведені деякі паралелі з історією народження Будди та Ісуса. ZP Танді дослідив подібності та відмінності між історіями народження Будди від Маї та Ісуса від Марії та зазначає, що, хоча схожість могла бути, є й відмінності, наприклад, що Марія переживає Ісуса після того, як його підняла, але Мая помирає незабаром після народження Будди, як це роблять усі матері Будди в буддійській традиції. Танді не стверджує, що існують будь-які історичні докази того, що християнські історії народження Ісуса походять із буддійських традицій, але припускає, що «можливо, настав час, щоб християнські вчені шукали джерела цієї ідеї в буддійській традиції».
Едді та Грегоріо А. Бойд стверджують, що немає доказів історичного впливу зовнішніх джерел на авторів Нового Завіту, а деякі вчені стверджують, що будь-який такий історичний вплив на християнство є неправдоподібним, оскільки монотеїстичні галілейські євреї першого століття не мали б бути відкритими до того, щоб вони б сприймали як язичницькі історії.

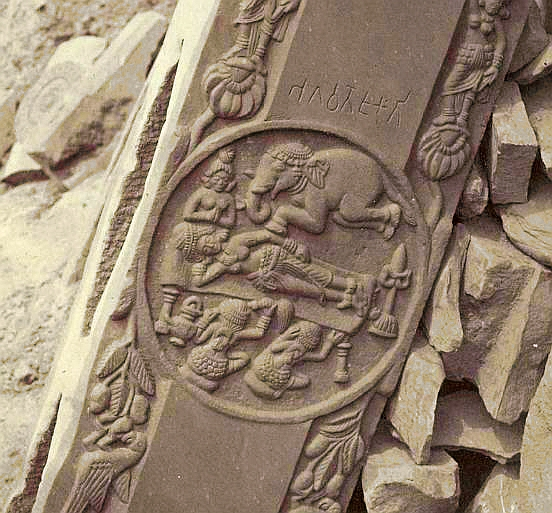
Народження Будди (Бгаргут) Брахмі. Текст: бгаґавато рудканта
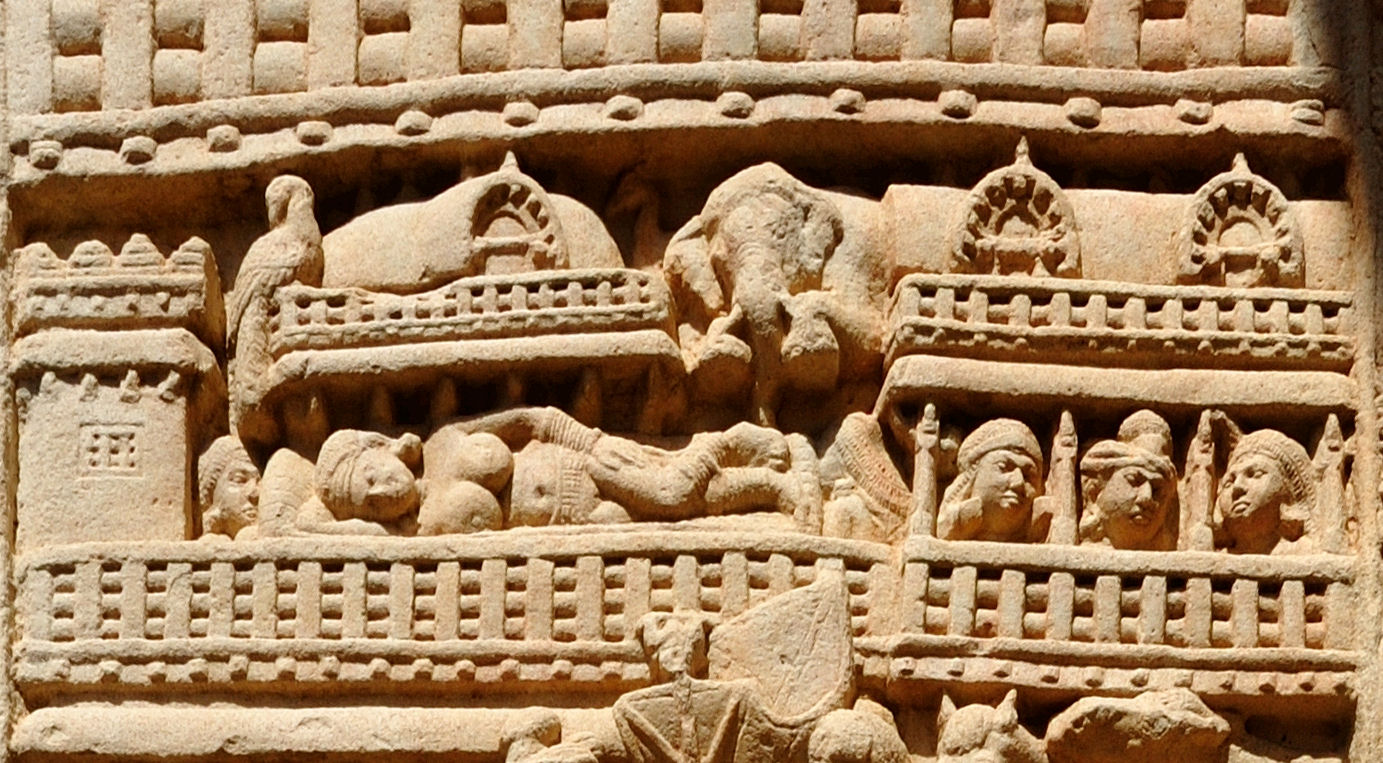
Сон Маї про слона під час зачаття Будди в Капілавасту. Санчі.